# Broadway Danny Rose
A Broadway Danny Rose 1984-ben bemutatott amerikai fekete-fehér filmvígjáték, melyet Woody Allen írt és rendezett. A főbb szerepekben Allen, Mia Farrow és Nick Apollo Forte látható. 
Az 1984-es cannes-i filmfesztiválon mutatták be, versenyen kívül. Általánosságban pozitív kritikákat kapott. Allen egyik erősebb alkotásaként tartják számon, különösen Farrow alakítása miatt dicsérik.

## Cselekmény
Danny Rose egy színházi ügynök. Ügyfeleinek széles és gyakran furcsa választéka van, de bármit megtesz értük. Egyik ügyfele, Lou Canova - egy kiöregedett, az ötvenes évekből ismert, feltörekvő énekes - megkéri Dannyt, hogy kísérje el szeretőjét, Tinát az egyik koncertjére, ahol a lány jelenléte segíti a fellépését. Danny természetesen beleegyezik. Tina azonban egy maffiafőnökkel is találkozgat, és amikor Dannyt vele látják, a maffiafőnök azt feltételezi, hogy Tina megcsalja őt vele. Ez azt eredményezi, hogy Dannyre és Tinára vadászni kezd a maffia.

## Szereplők
| Szerep         | Színész           | Magyar hang        |
| -------------- | ----------------- | ------------------ |
| Danny Rose     | Woody Allen       | Kern András        |
| Tina Vitale    | Mia Farrow        | Kovács Nóra        |
| Lou Canova     | Nick Apollo Forte | Koroknay Géza      |
| önmaga         | Sandy Baron       | Rajhona Ádám       |
| önmaga         | Corbett Monica    | Szersén Gyula      |
| önmaga         | Jackie Gayle      | Horkai János       |
| önmaga         | Morty Gunty       | Pathó István       |
| önmaga         | Will Jordan       | Bács Ferenc        |
| önmaga         | Howard Storm      | Kovács István      |
| impresszárió   | Gloria Parker     |                    |
| önmaga         | Jack Rollins      |                    |
| önmaga         | Milton Berle      |                    |
| önmaga         | Howard Cosell     |                    |
| önmaga         | Joe Franklin      |                    |
| Sid Bacharach  | Gerald Schoenfeld | Dobránszky Zoltán  |
| Ray Webb       | Craig Vandenburgh | Papp János         |
| Barney Dunn    | Herb Reynolds     | Usztics Mátyás     |
| Johnny Rispoli | Edwin Bordo       | Kautzky József     |
| Johnny anyja   | Gina DeAngelis    |                    |
| Vito Rispoli   | Paul Greco        | Rudolf Péter       |
| Joe Rispoli    | Frank Renzulli    | Pusztaszeri Kornél |

Steve Rossi elmondása alapján felajánlották neki Lou Canova szerepét, de Allen végül Rossi vezetékneve miatt visszakozott és másra osztotta a szerepet (Rossi 1960-as évekbeli komikus társulata, melyben Marty Allennel szerepelt, Allen & Rossi néven futott, Woody Allen pedig ezt a névhasonlóságot akarta elkerülni Rossi szerint). Robert De Niro és Sylvester Stallone is elutasították a szerepet.

## Fogadtatás

### Kritikai visszhang
A film pozitív kritikákban részesült. A Rotten Tomatoes honlapján 100%-os értékelést ért el 26 kritika alapján, és 8.06 pontot szerzett a tízből.
Roger Ebert három és fél csillaggal értékelte a négyből. Allen, Forte és Farrow alakításait "igazi kincseknek" nevezte." Janet Maslin szerint Danny Rose egyike Allen legviccesebb figuráinak.
A Time Out magazin közreműködőinek 2016-os felmérésén a filmet a hatodik legjobb Allen-filmnek nevezték. Az IndieWire kritikusa, Sam Fragoso Allen fénypontjának nevezte a filmet. A The Daily Telegraph két kritikusa, Robbie Collin és Tim Robey Allen kilencedik legjobb filmjének nevezte.
A The Guardian olvasói 2013-ban az ötödik legjobb Allen-filmnek nevezték.

### Bevételi adatok
1984. január 27-én mutatták be 109 észak-amerikai moziban, és a nyitóhétvégén 953 794 dolláros (vásznanként 8750 dolláros) bevételt hozott. Amikor február 17-én 613 mozira terjedt ki, az eredményei kevésbé voltak lenyűgözőek - 2 083 455 dollárt gyűjtött a hétvégén (3 398 dollár vásznanként). A hazai összbevétel 10 600 497 dollár lett a 8 millió dolláros költségvetésével szemben.

## Fordítás
- Ez a szócikk részben vagy egészben  a   Broadway Danny Rose című angol Wikipédia-szócikk fordításán alapul.  Az eredeti cikk szerkesztőit annak laptörténete sorolja fel. Ez a jelzés csupán a megfogalmazás eredetét és a szerzői jogokat jelzi, nem szolgál a cikkben szereplő információk forrásmegjelöléseként.